# Meteorus effeminatus
Meteorus effeminatus är en stekelart som beskrevs av Johannes Friedrich Ruthe 1862. Meteorus effeminatus ingår i släktet Meteorus och familjen bracksteklar. Inga underarter finns listade i Catalogue of Life.